# Moara de Jos
Moara de Jos – wieś w Rumunii, w okręgu Marusza, w gminie Tăureni. W 2011 roku liczyła 56 mieszkańców.